# Parafia św. Andrzeja Apostoła w Brzozowie
Parafia świętego Andzeja Apostoła w Brzozowie – parafia rzymskokatolicka, znajdująca się w diecezji łowickiej, w dekanacie Sanniki. 